# Freedom's Fury
Freedom's Fury è un film del 2006 diretto da Colin Keith Gray.
Prodotto da Quentin Tarantino e Lucy Liu, il documentario racconta gli eventi del bagno di sangue di Melbourne.